# Azhar Ali
Azhar Ali (urdu: اظہر علی; født d. 19. februar 1985 i Lahore, Punjab, Pakistan) er en pakistansk cricketspiller og den nuværende anfører af Pakistans cricketlandshold i One Day International (ODI) cricket. Han er desuden viceanfører for landsholdet i Test cricket. Han fik sin Test debut for Pakistan mod Australien i den første Test kamp på Lord's i juli 2010.